# Ludwig Schemann
Karl Ludwig Hendrik Lorenz Thomas Schemann, né le 16 octobre 1852 à Cologne et mort le 13 février 1938 à Fribourg-en-Brisgau, est un traducteur et un chercheur. Disciple de Richard Wagner, d'Arthur Schopenhauer et de Paul de Lagarde, il est surtout connu comme le traducteur des ouvrages de Joseph Arthur de Gobineau, son commentateur et son premier biographe.

## Biographie
Né en 1852 à Cologne, Ludwig Schemann était le fils d'un petit industriel de la Rhénanie. Après des études au progymnasium de Königswinter puis au gymnasium de Cobourg, où il avait appris le français, le latin et un peu d'hébreu, il passa successivement par l'université de Heidelberg, de Berlin et de Bonn, où il soutint sa thèse de doctorat d'histoire romaine, consacrée aux légions, en 1875,,.
Schemann fut bibliothécaire à l'université de Göttingen de 1875 à 1891, puis professeur d'anthropologie raciale à l'université de Fribourg-en-Brisgau, où il devint chercheur privé (Privatgelehrter) en 1897.
Il faisait partie du cercle des proches de Richard et Cosima Wagner, installés à Bayreuth. Le compositeur lui fit connaître Gobineau, dont il était le grand ami, en 1882, peu avant sa mort. C'est également lui qui lui conseilla de se consacrer à son œuvre, qu'il découvrit en décembre 1889 en lisant La Renaissance,. S'attachant à la traduction de ses ouvrages, il les fit paraître en allemand entre 1898 et 1914 (La Renaissance entre 1891 et 1894). En février 1894, il fonda la Gobineau-Vereinigung (Société Gobineau), qui connut un grand succès et dont il fut président jusqu'en 1920. C'est à cet organisme que Mathilde de la Tour décida de léguer en 1898 ses droits sur les manuscrits et la correspondance de Gobineau, les restes de sa bibliothèque, ses œuvres d’art et son mobilier. Le professeur Schemann proposa alors à la bibliothèque nationale et universitaire de Strasbourg d'acheter cette collection Gobineau. Une subvention extraordinaire et un emprunt au fonds Saint-Thomas permirent d'acquérir l'ensemble en 1908. En 1911, à la mort de la comtesse, les livres de Gobineau, sa correspondance avec Alexandre de Humboldt, Prosper Mérimée, Ernest Renan, etc., ses objets et son mobilier furent transférés à la bibliothèque.
Toutefois, la contribution de Schemann au renom de Gobineau en Allemagne, à l'ombre du prestige de Wagner, eut pour effet de lui nuire en France, à une époque où régnait l'animosité entre les deux pays. En 1943, dans l'article « Gobineau juge du fascisme », René Étiemble dénonçait à la fois « les chauvins à la Maurice Lange, qui accusent Gobineau de tous les péchés de Bismarck, et les chauvins à la Ludwig Schemann, qui prêchent un Gobineau pré-hitlérien ».
Politiquement ultra-conservateur, monarchiste, anti-libéral, nationaliste et pangermaniste, il signa en 1907, avec le peintre Hermann Hendrich, l'historien littéraire Adolf Bartels, Arthur Moeller van den Bruck, Houston Stewart Chamberlain et Henry Thode, l'appel à l'origine de la fondation du Werdandi Bund (Fédération Werdandi, du nom d'une déesse nordique, aussi appelée Verdandi, Verdanti ou Verthandi), association d'inspiration völkisch à laquelle adhérèrent environ 500 membres. Par ailleurs, il était membre de la branche fribourgeoise de la Gesellschaft für Rassenhygiene (Société pour l'hygiène de la race), qui était affiliée à la Gobineau-Vereinigung, et devint en 1928 le soutien public du Kampfbund für deutsche Kultur (Société pour la culture allemande), d'inspiration national-socialiste. En 1937, il était inscrit comme membre honoraire du Reichsinstitut für Geschichte des Neuen Deutschlands (Institut royal pour l'histoire de la nouvelle Allemagne), lui aussi d'inspiration nazie. La même année, le Goethe-Institut lui remit la Goethe-Medaille für Kunst und Wissenschaft (médaille Goethe pour l'art et la science).
Ses archives sont conservées à la bibliothèque de l'université de Fribourg-en-Brisgau.

## Choix de travaux
- De legionum per alterum bellum Punicum historia quae investigari posse videantur, Université de Bonn, 1875
- Mes Souvenirs sur  Richard Wagner (Meine Erinnerungen an Richard Wagner), Stuttgart, 1902
- Le comte Arthur Gobineau. Un souvenir visuel de Wahnfried (Graf Arthur Gobineau. Ein Erinnerungsbild aus Wahnfried), Stuttgart, 1907
- Gobineau et la civilisation allemande (Gobineau und die deutsche Kultur), Leipzig, 1910
- L'Ouvrage sur les races de Gobineau. Pièces et considérations à l'histoire et la critique de l'« essai sur l'inégalité races humaines » (Gobineaus Rassenwerk. Aktenstücke und Betrachtungen zur Geschichte und Kritik des « Essai sur l'inégalité des races humaines »), Stuttgart, 1910
- Alexis de Tocqueville, Stuttgart, 1911
- Gobineau. Une biographie (Gobineau. Eine Biographie), Strasbourg, 2 volumes, 1913-1916
- Sources et examens sur la vie de Gobineau (Quellen und Untersuchungen zum Leben Gobineaus), 2 volumes, Strasbourg, 1914 (rééd. Leipzig, 1923)
- Cherubini, Berlin, 1925
- Les Aléas de la vie d'un Allemand (Lebensfahrten eines Deutschen), Leipzig, 1925
- La Race dans les lettres. Études sur l'histoire de la pensée de la race (Die Rasse in den Geisteswissenschaften. Studien zur Geschichte des Rassengedankens), 3 tomes, Munich, 1928
- Martin Plüddemann et les ballades allemandes (Martin Plüddemann und die deutsche Ballade), Ratisbonne, 1930
- Hans von Bülow dans la lumière de la vérité (Hans von Bülow im Lichte der Wahrheit), Ratisbonne, 1935
- Wolfgang Kapp et l'entreprise de mars de 1920. Un mot de l'expiation (Wolfgang Kapp und das Märzunternehmen vom Jahre 1920. Ein Wort der Sühne), Munich, 1937

## Correspondance
- Bertha Schemann (éd.), Briefe an Ludwig Schemann/Cosima Wagner (Lettres à Ludwig Schemann/cosima Wagner), Ratisbonne, Gustav Bosse, 1937

## Choix de traductions
- Arthur de Gobineau, Asiatische Novellen (les Nouvelles asiatiques), Leipzig, 1893
- Arthur de Gobineau, Die Renaissance, Historisch Scenen (Renaissance, scènes historiques), Leipzig, 1899
- Arthur de Gobineau, Versuch über Ungleichheit der Menschenracen (Essai sur l'inégalité des races humaines), Stuttgart, 1900